# Bisdom Santiago di Cabo Verde
Het bisdom Santiago di Cabo Verde, is een rooms-katholiek bisdom waarvan de zetel staat in Praia op het eiland Santiago in Kaapverdië. De bisschop is sinds 2009 Arlindo Gomes Furtado.